# Třebovice (Ostrava)
 (mars 2023).
Si vous disposez d'ouvrages ou d'articles de référence ou si vous connaissez des sites web de qualité traitant du thème abordé ici, merci de compléter l'article en donnant les références utiles à sa vérifiabilité et en les liant à la section « Notes et références ».
 (avril 2023).
Třebovice est une ancienne municipalité thèque située en Moravie-Silésie.

## Géographie

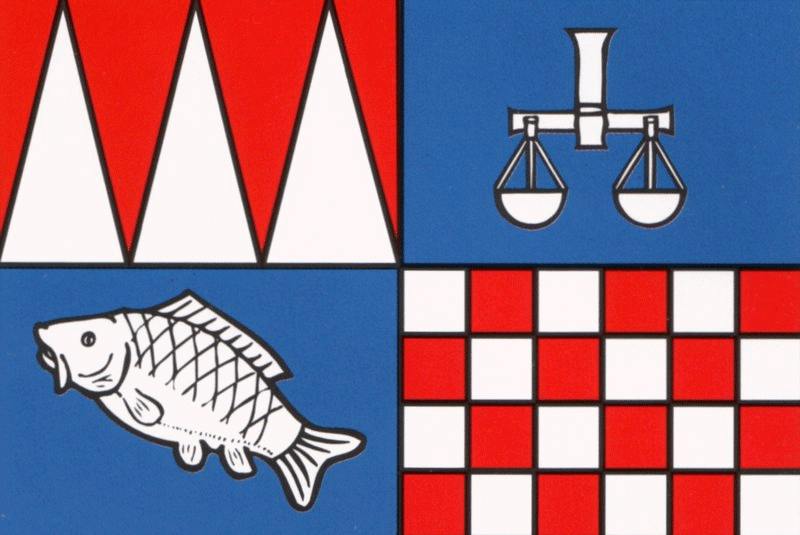
Drapeau de la ville ostrava.

Elle est située au-dessus du confluent des rivières Odra et Opava.

## Histoire
Elle est devenue depuis 1990 un district municipal de la ville statutaire d'Ostrava avec une superficie de 281,96 hectares.

## Culture
Třebovice est principalement connu pour ses monuments culturels (l'église de l'Assomption de la Vierge Marie, les vestiges du château de Třebovice), ainsi que des événements culturels (le festival d'été du village de Třebovice, Třebovice Koláč), le monument naturel de Turkov.